# Objektno-relacijsko preslikavanje
Objektno-relacijsko preslikavanje (angleško object–relational mapping; ORM, O/RM, O/R-preslikavanje) v Računalništvu je programerska metoda za pretvorbo podatkov med nekompatibilnimi podatkovnimi sistemi v objektno orientiranih programskih jezikih. S tem ustvarimo virtualno objektno podatkovno bazo, ki jo lahko uporabljamo znotraj podatkovnega jezika. Obstajajo številna prosta in komercialna orodja za objektno-relacijsko preslikavanje, vendar nekateri programerji raje zgradijo lastna orodja za ORM.